# Le Droit d'aimer (film, 1946)
Pour les articles homonymes, voir Le Droit d'aimer.
Pour plus de détails, voir Fiche technique et Distribution.

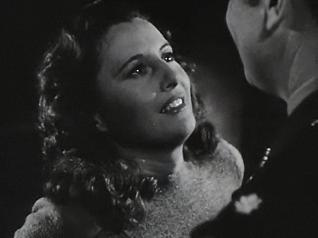
Barbara Stanwyck

Le Droit d'aimer (My Reputation) est un film américain de Curtis Bernhardt, sorti en 1946.

## Synopsis
Lorsque son mari bien-aimé décède après une longue maladie, Jessica "Jess" Drummond est réconfortée par l'exécuteur testamentaire de l'avocat de la succession de son mari, Frank Everett, un ami de longue date de la famille qui montre plus tard un intérêt à sortir avec elle. Jess a deux garçons, Keith, 14 ans, et Kim, 12 ans. Elle essaie de renouer avec ses amis mais trouve qu'ils lui rappellent trop son mari. George Van Orman, un vieil ami, s'impose à elle et elle repousse ses avances. Elle court vers son amie Ginna Abbott qu'elle accompagne avec son mari Cary en vacances au lac Tahoe.
Lorsque Jess se retrouve perdue avec un ski cassé, elle rencontre le major Scott Landis, qui l'aide à retourner à la loge des Abbott. Jess et Scott font connaissance mais elle rejette ses avances romantiques et lui dit de partir. De retour à Lake Forest (Californie), Jess apprend que Scott a été vu dans un club. Jess se rend au club pour retrouver Scott et découvre qu'il est en poste à Chicago. Cependant, il s'abstient de lui dire qu'il attend les ordres militaires pour se déployer outre-mer.
Lorsqu'un ami de la mère de Jess voit Jess entrer dans l'appartement de Scott, des commérages se répandent parmi les amis de Jess, dont la femme de George, Riette, et leurs enfants. La mère de Jess, Mary, confronte Scott la veille de Noël. La relation de Jess avec Scott est platonique, bien que Jess ait commencé à lui rendre son affection, initialement par dépit contre la rumeur. Elle affronte plus tard les commérages lors d'une fête du Nouvel An, où Riette exprime sa désapprobation du comportement de Jess. Jess nie tout acte répréhensible et en veut à l'intrusion de Riette.
Après que Jess ait dit à Scott qu'elle l'aime, il lui dit qu'il doit se présenter à New York le lendemain pour sa prochaine affectation à l'étranger. Jess veut l'accompagner à New York afin qu'ils puissent passer leur temps restant ensemble. Ils conviennent de se rencontrer sur le quai du train. Kim et Keith lui demandent si elle va vraiment à New York, et elle le confirme.
Au petit matin, Jess découvre que les garçons se sont enfuis chez Mary. Ils pensent que son voyage prévu à New York avec Scott signifie que les commérages sont vrais. Jess leur assure qu'elle aimait leur père mais qu'elle peut aussi en aimer un autre.
Jess se précipite vers le quai du train pour rencontrer Scott. Elle l'informe qu'elle ne peut pas l'accompagner car ses fils sont trop jeunes pour comprendre la situation. Scott lui dit qu'il est censé être avec elle et lui demande d'attendre son retour. Il part alors en train.

## Fiche technique
- Titre : Le Droit d'aimer
- Titre original : My Reputation
- Réalisateur : Curtis Bernhardt
- Scénario : Catherine Turney d'après le roman Instruct My Sorrows de Clare Jaynes
- Production : Henry Blanke et Jack L. Warner
- Société de production : Warner Bros.
- Musique : Max Steiner
- Photographie : James Wong Howe
- Montage : David Weisbart
- Directeur artistique : Anton Grot
- Décors de plateau : George James Hopkins
- Costumes : Leah Rhodes et Edith Head pour Barbara Stanwyck
- Pays d'origine : États-Unis
- Langue : anglais
- Format : Noir et blanc - Son : Mono (RCA Sound System)
- Genre : Drame
- Durée : 94 minutes
- Date de sortie : 25 janvier 1946 New York (USA)
- Affiche : Boris Grinsson (France)

## Distribution
- Barbara Stanwyck : Jessica Drummond
- George Brent : Major Scott Landis
- Warner Anderson : Frank Everett
- Lucile Watson : Mme Mary Kimball
- John Ridgely : Cary Abbott
- Eve Arden : Ginna Abbott
- Jerome Cowan : George Van Orman
- Esther Dale : Anna
- Scotty Beckett : Kim Drummond
- Leona Maricle : Riette Van Orman
- Mary Servoss : Mary
- Cecil Cunningham : Mme Stella Thompson
- Janis Wilson : Penny Boardman
- Ann E. Todd : Gretchen Van Orman

Acteurs non crédités :
- Oliver Blake : Dave
- Sam McDaniel : Jonathan
- Robert Shayne : Hank Hawks